# سعود الكبير بن عبد العزيز بن سعود آل سعود
 الأمير سعود الكبير بن عبدالعزيز بن سعود بن فيصل بن تركي آل سعود (1883-1959م) هو صهر الملك عبد العزيز آل سعود وساعده الأيمن، ويعد أحد أشهر فرسان وأعلام آل سعود المعاصرين. من مواليد الرياض سنة 1299ھ (1883) ونشأ نشأة دينية، درس فيها القرآن الكريم والسنة النبوية. والدته هي ابنة الشيخ حزام ابن حثلين العجمي، شارك في العديد من معارك التوحيد، وهو زوج الأميرة نورة بنت عبد الرحمن شقيقة الملك المؤسس، وبعد وفاتها زوجه ابنته، الأميره حصة، وقد كان له دور بارز وكبير إبان توحيد الدولة السعودية الحديثة.
لقّبه الملك عبد العزيز بسعود الكبير للتمييز بينه وبين الملك سعود بن عبد العزيز وإعلاءً لشأنه، حيث أن الأمير سعود الكبير كان أكبر سناً من الأمير سعود (الملك لاحقا) علماً أن جميع أفراد فرع الكبير من آل سعود ينسبون له، حيث أن الإمام سعود الكبير (1748– 1814م) والذي كان أول من لُقِّب بسعود الكبير، لم يبق له عقب 
وكانت الأميرة نورة بنت عبد الرحمن من عوامل ترابط آل سعود وبمثابه رمز المصالحة بين شقيقها الملك عبد العزيز وزوجها الأمير سعود الكبير وأبناء عمومته، حيث كان هناك بعض الخلافات بين الملك عبد العزيز وزوجها الأمير سعود الكبير ثم أصبح الثاني من أشد المخلصين للأول بعد المصالحة، حيث كانت تجمعهما أهداف مشتركة وبهذه المصالحة أصبحت هذه الدولة الناشئة أكثر قوة وهذا مما سهَّل الانتصار على الكثير من الخصوم، وقام هارولد ديكسون بتأكيد هذا الكلام في كتابه (الكويت وجارتها) وأضاف إليه أن زواج الأميرة نورة من الأمير سعود الكبير ساعد في استقطاب قبيلة العجمان إلى جانب الملك عبد العزيز، كون والدة الأمير سعود هي وضحى بنت حزام بن حثلين من هذه القبيلة.

## المعارك
معركة السبلة
قبل حدوث معركة السبلة ذهب الأمير سعود الكبير رحمه الله إلى قادة جيش إخوان من طاع الله وحاول معهم جاهداً لحقن الدماء وبفضل من الله تمكّن الأمير سعود الكبير في إقناع العديد من أفراد الجيش بالعدول عن خوض هذه المعركة وذلك لمكانته الكبيرة بين الناس وأمام إصرار قادة جيش إخوان من طاع الله على خوض هذه المعركة رجع الأمير سعود الكبير لإبن عمه عبد العزيز آل سعود وبدأ بتجهيز الجيش لخوض المعركة ولخبرة ودهاء الأمير سعود الكبير رحمه الله تم تكليفه في معركة السبلة بقيادة الميمنة
فتح الحجاز
بعد فتح مدينة جدة قاد الأمير سعود الكبير الجيش السعودي وضم مدن الساحل كرابغ وينبع وبدر ووادي الصفراء وأملج والوجة وضبا حتى وصل للمدينة المنورة وضمها للدولة السعودية
معركة فتح حائل
في معركة فتح حائل كان للأمير سعود الكبير مواقف مشهودة مع عبد العزيز آل سعود منها ترتيب وتنظيم الجيش أثناء المعركة
حصار الرغامة
حروب القصيم
شارك الأمير سعود الكبير مشاركة فاعلة في المعارك التي حدثت في منطقة القصيم خلال مسيرة التوحيد مثل معركة البكيرية والطرفية وقصر بن عقيَل وروضة مهنا وغيرها والتي كانت ضد جيش ابن رشيد
حروب المجمعة وسدير

## زوجاته
- الأميرة الجوهرة بنت سعد بن سعود بن فيصل ابنة عمه وانجبت له الأمير سلطان
- الأميرة نورة بنت عبد الرحمن آل سعود. والدة الأمير محمد (شقران)، الأميرة حصة، والأميرة الجوهرة
- الأميرة حصة بنت عبد العزيز آل سعود. والدة الأمير عبد الرحمن
- الأميرة نورة بنت فيصل بن ضيدان أبوثنين. والدة الأمير عبد العزيز
- الأميرة مزيونة بنت ضيدان بن فراج أبوثنين
- الأميرة بخيتة بنت سعيد البعير العذبة المري. والدة الأميرة منيرة
- الأميرة نورة بنت عبد الله بن حسن آل الشيخ. والدة الأمير خالد
- الأميرة هيا بنت شبيب بن خدعان العزة السبيعي. والدة الأمير تركي
- الأميرة حصة بنت صحن بن مطلق الجبعاء الدويش
- الأميرة الجازي بنت محمد بن حزام بن حثلين
- الأميرة صيته بنت محمد بن سحمي بن حشر (ابنة أمير آل عاصم من قبيلة قحطان). والدة الأميرة سارة
- الأميرة موضي بنت مشنان بن ناصر بن شخيتل القباني (من قبيلة السهول). والدة الأمير فهد، والأميرة العنود
- الأميرة طرفة بنت عبد الرحمن بن عبد القادر العبد القادر آل عمران
- الأميرة حصة بنت محمد بن عبد الله بن مهنا أبا الخيل والدة الاميرة موضي

## إخوته
- الأمير فيصل بن عبد العزيز بن سعود بن فيصل آل سعود
- الأمير محمد المطوع بن عبد العزيز بن سعود بن فيصل آل سعود

## الأبناء
- الأمير سلطان بن سعود الكبير (توفي في صغره). كان متزوج من الأميرة لولوة بنت عبد الرحمن آل سعود.
- الأمير محمد بن سعود الكبير (الملقب بشقران). وله من الأبناء الأمير فيصل (متزوج من الأميرة هيفاء بنت نايف بن عبد العزيز آل سعود)، الأمير عبد الله، الأمير سلطان، الأمير تركي (متزوج من الأميرة الجوهرة بنت فهد بن عبد العزيز آل سعود)، الأمير بندر، الأمير فهد (متزوج من الأميرة سارة بنت سلطان بن عبد العزيز آل سعود)، الأمير سعود، الأمير خالد، الأمير سلمان، الأمير سعد، الأمير عبد العزيز، الأمير بدر، الأميرة حصة، الأميرة سارة، الأميرة منيرة، الأميرة نورة، الأميرة نوف، الأميرة مشاعل، والأميرة الجوهرة (متزوجة من الأمير فهد بن بندر بن عبد العزيز آل سعود)
- الأمير تركي بن سعود الكبير
- الأمير سلمان بن سعود الكبير. وله من الأبناء الأمير فهد (متوفى)
- الأمير عبد العزيز بن سعود الكبير. وله من الأبناء الأمير سلطان (متوفى)، الأمير محمد، الأمير تركي، الأمير سعود (متزوج من الأمير صيتة بنت محمد بن عبد العزيز آل سعود)، والأميرة نورة
- الأمير فهد بن سعود الكبير (متوفى عن عمر يناهز 67 عاماً، إثر معاناة طويلة مع المرض، وصُلي عليه بعد صلاة عصر الجمعة في جامع الإمام تركي بن عبد الله بالرياض). متزوج من الأميرة نوف بنت سعود بن عبد العزيز آل سعود وله من الأبناء الأمير بدر (متوفى في 10 شعبان 1442هـ)[3]، الأمير تركي، الأمير محمد، الأمير عبد العزيز، الأمير سعد، الأمير سعود، الأميرة سما (متزوجة من الأمير مشعل بن سيف النصر بن سعود بن عبد العزيز آل سعود)، الأميرة موضي (متزوجة من الأمير سلمان بن خالد بن سلطان بن عبد العزيز آل سعود)، وله كريمة تزوجت من عبد العزيز بن فهد بن إبراهيم آل إبراهيم[4]
- الأمير عبد الرحمن بن سعود الكبير[5]
- الأمير الشاعر خالد بن سعود الكبير
- الأميرة حصة بنت سعود الكبير متزوجة الأمير محمد بن عبد العزيز بن عبد الله بن تركي ولها الاميرة منيرة زوجة الأمير فهد بن خالد بن محمد بن عبد الرحمن رحمهم الله وام ابنائه
- الأميرة الجوهرة بنت سعود الكبير. (متوفيه 2002م) كانت متزوجة من الملك فيصل بن عبد العزيز آل سعود ولها من البنات الأميرة مشاعل بنت فيصل ومن ثم تزوجت الأمير سعود بن محمد بن عبد العزيز بن سعود بن فيصل وانجبت الاميرة مضاوي بنت سعود بن محمد[6]
- الأميرة منيرة بنت سعود الكبير.[7] متزوجة من الأمير مساعد بن سعود بن عبد العزيز آل سعود
- الأميرة موضي بنت سعود الكبير، (متوفيه)[8] تزوجت الملك عبد الله بن عبد العزيز ومن ثم الأمير سلطان بن عبد العزيز بن عبد الرحمن ولم تنجب من كلاهما، وهي اخت للاميرات العنود والجوهرة بنات الملك فيصل بن عبد العزيز من الام
- الأميرة سارة بنت سعود الكبير متزوجة من الأمير فهد بن ذعار بن تركي بن عبد العزيز بن عبد الله بن تركي ولم تنجب[9] رحمها الله (متوفاة؛ وصُلي عليها بعد صلاة عصر يوم الإثنين 1437/07/04هـ الموافق 2016/04/11م بجامع الإمام تركي بن عبد الله بالرياض)[10]
- الأميرة العنود بنت سعود الكبير. متزوجة من الأمير عبد الله بن محمد بن عبد الرحمن آل سعود ولها من الأبناء الأمير الشاعر سعود، الأميرة حصة، والأميرة موضي

## علاقة الأمير سعود الكبير بالملك عبد العزيز
كان الأمير سعود الكبير الذراع الأيمن للملك عبد العزيز وابن عمه وسنده في الشدائد وتزوّج من الأمير نورة بنت عبد الرحمن شقيقة الملك عبد العزيز الكبرى وبعد وفاتها زوّجه الملك عبد العزيز من ابنته الأميرة حصة والتي أنجبت له الأمير عبد الرحمن بن سعود الكبير بن عبد العزيز آل سعود وكان من أقرب الأشخاص إليه وللملك عبد العزيز بيت شعر مشهور يطلب فيه العون والمدد من أبناء عمه الأمير سعود الكبير والأمير سلمان بن محمد يقول فيه
بالعون ما ودي حدر سلمان... وسعود حماي البليد
ونذكر هنا مما يبرهن على قوة العلاقة بينهما وهو حين حضرت الوفاة الملك عبد العزيز وهو بالطائف طلب من أبنائه مقابلة الأمير سعود الكبير وعند وصول الأمير سعود الكبير إلى الطائف قابل الملك عبد العزيز وتحدّثا وحدهما ودار بينهما حوار لم يعلم أحد فيه سواهما وحزن الأمير سعود الكبير حزناً كبيراً بعد وفاة ابن عمه عبد العزيز آل سعود.

## وفاته
توفي الأمير سعود الكبير بن عبد العزيز بن سعود آل سعود بعد وفاة الملك عبد العزيز بن عبد الرحمن آل سعود بحوالي 6 سنوات وذلك في
عام 1379هـ الموافق 1959 عن عمر ناهز 80 عام ودُفن في مقبرة العود بالرياض.